# Yezoceryx rishiriensis
Yezoceryx rishiriensis là một loài tò vò trong họ Ichneumonidae.